# Upravljanje modelima
Modeli su manji ali funkcionalni prikazi pravih mašina i uređaja. Oni mogu izvršiti samo određeni broj operacija koje izvršavaju prave mašine. Modelima se može upravljti preko interfejsa. Za softversko upravljanje modelima koriste se programski jezici Visual Basic, C++, Pascal i drugi. Jedan od najpoznatijih modela je CD ROBI. CD Robi komplet je savremeno nastavno sredstvo, lak za korišćenje, omogućuje učenicima, studentima i profesorima upoznavanje sa robotikom i procesnom tehnologijom. Set je savremeno oblikovan tako da podstakne kreativnost i omogući učenicima i studentima da sastave i programski kontrolišu malog robota.
Komplet omogućuje da grupe od dva do tri učenika naprave pravog robota sa programibilnim interfejsom, motorima, kablovima, pripremljenim programima i vežbama. Novi CD Robi set proširen je sa elementima za sastavljanje:
• raskrsnica sa kompletnom svetlosnom signalizacijom,
• model svetionika,
• model veš mašine.
Prilagođen za rad u učionici, CD programski disk sadrži pet glavnih projekata-vežbi, video klipove, radne liste i dodatni instrukcioni materijal za profesore. Edukacioni softver urađen je na Majkrosoft platformi (Microsoft Robotics Studio, Microsoft Visual Basic).

## Literatura
- Rainer Hegselmann, Ulrich Müller and Klaus Troitzsch (eds.) (1996). Modelling and Simulation in the Social Sciences from the Philosophy of Science Point of View. Theory and Decision Library. Dordrecht: Kluwer.
- Paul Humphreys (2004). Extending Ourselves: Computational Science, Empiricism, and Scientific Method. Oxford: Oxford University Press.
- Johannes Lenhard, Günter Küppers and Terry Shinn (Eds.) (2006) "Simulation: Pragmatic Constructions of Reality", Springer Berlin.
- Fritz Rohrlich (1990). "Computer Simulations in the Physical Sciences". In: Proceedings of the Philosophy of Science Association, Vol. 2, edited by Arthur Fine et al., 507-518. East Lansing: The Philosophy of Science Association.
- Sergio Sismondo and Snait Gissis (eds.) (1999). Modeling and Simulation. Special Issue of Science in Context 12.